# Moha Ou Hammou Zayani
Moha Ou Hammou Zayan (franska: Moha Ou Hammou Zayan (CR), Moha Ou Hammou Zayan (Commune Rurale), arabiska: بومية) är en kommun i Marocko.   Den ligger i provinsen Khénifra och regionen Béni Mellal-Khénifra, i den nordöstra delen av landet, 160 km sydost om huvudstaden Rabat. Antalet invånare är 10 728.